# Мері Гаррісон
Мері Гаррісон (англ. Mary Dimmick Harrison; 30 квітня 1858 — 5 січня 1948) — американська політична діячка, перша леді США (у шлюбі з Бенджаміном Гаррісоном).
23-річна вдова Волтера Ерскіна Дімміка (1856—1882) після трьох місяців шлюбу. Оселилася в 1889 році як племінниця і помічниця першої леді Керолайн Гаррісон. Через деякий час після смерті Гаррісон у 1892 році Бенджамін Гаррісон і місіс Діммік оголосили про свої заручини наприкінці 1895 року.
6 квітня 1896 року, у 37 років одружилася з 62-річним колишнім президентом. Дорослі діти Гаррісона від першого шлюбу не прийшли на весілля і розірвали всі стосунки з батьком.
Народила доньку Елізабет Гаррісон (1897—1955), юристку (одружена з Джеймсом Блейном Вокером, внучатим племінником державного секретаря свого батька Джеймса Г. Блейна).